# Peru Open
El Peru Open, o Abierto de Perú, es el torneo nacional de golf en Perú. Se jugó por primera vez en 1982, a pesar de torneos anteriores había sido celebrado con el mismo nombre.
Fue un evento en el Tour de Sudamérica desde 1995 hasta 2000, y volvió como una parada en el Tour de las Américas en 2004.

## Campeones
| Año     | Ganador             | Score         |
| ------- | ------------------- | ------------- |
| 2013    | Julián Etulain      |               |
| 2012    | Sebastián Salem     |               |
| 2011    | Benjamín Alvarado   |               |
| 2010    | Sebastián Fernández | 266 (−22)     |
| 2009    | No se realizó       | No se realizó |
| 2008    | Alan Wagner         | 275 (−13)     |
| 2005–07 | No tournament       | No tournament |
| 2004    | Brad Sutterfield    | 276 (−12)     |
| 2001–03 | No tournament       | No tournament |
| 2000    | Scott Dunlap        | 278 (−10)PO   |
| 1999    | Scott Dunlap        |               |
| 1998    | Scott Dunlap        |               |
| 1997    | Philip Jonas        |               |
| 1996    | Philip Jonas        |               |
| 1995    | Raúl Fretes         |               |
| 1994    | David Ogrin         |               |
| 1993    | Pedro Martínez      |               |
| 1992    | Raúl Fretes         |               |
| 1991    | Perry Moss          |               |
| 1990    | Roy Mackenzie       | 272 (-16)PO   |
| 1989    | Eduardo Caballero   |               |
| 1988    | David Ogrin         |               |
| 1987    | Bob Lohr            | 285 (-3)PO    |
| 1986    | Priscillo Diniz     |               |
| 1985    | { Priscillo Diniz   |               |
| 1984    | Federico German     |               |
| 1983    | Niceforo Quispe     |               |
| 1982    | Gonzalo Urbina      |               |